# Chloropoea infumata
Chloropoea infumata är en fjärilsart som beskrevs av Carpenter 1949. Chloropoea infumata ingår i släktet Chloropoea och familjen praktfjärilar. Inga underarter finns listade i Catalogue of Life.